# 奥林匹克运动会艺术比赛
从1912年到1948年的奥林匹克运动会曾举办了艺术竞争。竞争出自现代奥林匹克运动创建者皮埃尔·德·顾拜旦男爵的想法。奖牌分别授予给五个领域中：建筑学、文学、音乐、绘画和雕塑，与体育相关的艺术作品。1954年因为专业人士参加了角逐艺术竞赛被摒弃，因为奥林匹克运动员要求必须是业余爱好者。自1956年以来，奥林匹克文化节目代替艺术竞争。

## 历史
自1894年建立了国际奥林匹克委员会（IOC）和第一届现代奥林匹克运动会的庆祝典礼以来，法國人皮埃尔·德·顾拜旦更加坚定了他的理想——熏陶人的身体和心灵，用体育而不是战争来竞争。他的另一欲望是结合艺术和体育，因此他考虑将艺术竞争包括在奥林匹克运动会中。
在1906年5月，皮埃尔·德·顾拜旦男爵在巴黎为IOC成员和各艺术家代表组织了一次会议。会议提案IOC在奥林匹克运动会中举办五个领域：建筑学、文学、音乐、绘画和雕塑的艺术竞賽。参赛艺术作品必须与体育有关。
人们开始在为1908年意大利罗马的夏季奥运会的艺术竞争作准备。但由于财政困难，意大利组织者被迫停止准备。1907年IOC授权伦敦组织竞赛。英国的组织者计划举行艺术竞争，但由于准备时间不足，竞赛被迫取消。
皮埃尔·德·顾拜旦没有灰心。他继续努力将艺术竞赛纳入1912年瑞典斯德哥尔摩夏季奥运会日程。虽然瑞典最初反对将艺术与竞争结合，但他们最终让步。参赛者的数量是相当令人失望的: 据知只有35位艺术家将作品送到了瑞典，但是金牌被授予了五个领域，其中顧拜旦自身在1912年藝術項目獲得金牌。
当第一次战后的奥林匹克运动会在深被战争摧残的比利时举行时，艺术比赛仍在日程，虽然他们不过仅是一业余附加节目。但与1924年巴黎夏季奥运会不同的是，比赛第一次受到了重视，193位艺术家递交了作品。特别的,这包括了三位苏联艺术家的作品，虽然苏联并未正式参加奥林匹克运动会，在他们看来，奥林匹克运动会是一资产阶级的比赛。
1928年阿姆斯特丹奥林匹克运动会参赛数目继续增长，超过1,100件艺术作品被陈列在市政博物馆，这还不包括在文学、音乐和建筑学方面的作品。艺术家允许在陈列结束后销售他们的作品。这引起相当的争议，因为IOC政策要求所有竞争者必须是业余爱好者。在阿姆斯特丹，活动数量增加了，五个艺术领域中的四项被细分，因而创造更多的活动。 
由于经济原因和洛杉矶路途遥远，参与1932年比赛的比1928年低。但艺术竞争没有受到任何影响，参赛作品数量保持稳定。他们的展览将384,000个访客吸引到洛杉矶历史科学和艺术博物馆。艺术比赛也在柏林（1936）、伦敦（1948）举行，取得相当的成功虽然到1948年参赛作品数量明显下降。
1949年，IOC会议收到报告，报告中提出，实际上所有罗马艺术参赛者都是专业人士，竞争因此应被废除，由没有褒奖或奖牌的艺术展览代替。这在IOC 之内引起了一次激烈的辩论。在1951年会议上，IOC决定恢复在1952年赫爾辛基奥林匹克的艺术竞赛。但是，芬兰组织者申明由于时间不足而不举行艺术竞赛或展览。
人们继续在奥林匹克运动之内就这个问题辩论，并且在1954年，第49届雅典IOC 会议上，IOC成员投票通过，在未来奥林匹克中，用展览代替艺术比赛。曾有几次企图重新举行艺术比赛，但没有成功。
然而奥林匹克运动会继续与艺术展览紧密相连。奥林匹克宪章要求奥林匹克运动会的组织者将文化节目纳入日程，「以促进参赛者和其他出席奥林匹克运动会人之间的和谐关系、相互理解和友谊」。

## 竞赛
从1912年到1948年艺术比赛的规则不断在变，但规则的核心始终一样。所有参赛作品必须与体育有关，必须是原创（即在竞争之前未经发表）。象奥林匹克运动比赛一样，金、银和铜牌被依次授予给成就最高的艺术家，但不是每次比赛都有奖牌授出。有几次，奖牌实际上完全未被颁发。通常，艺术家可用多项作品参赛，虽然有时会限制任一艺术家的参赛作品数目。这使一艺术家可能在单一比赛中赢取多个奖牌。
艺术比赛被分为在建筑、文学、音乐、绘画和雕塑中五个区域。间或的，有人会建议增加舞蹈、影片、摄影或戏剧，但这些艺术形式都没有被列入奥林匹克运动会的奖牌活动。

### 建筑
Jan Wils设计的1928年奥林匹克体育馆，赢得了1928年奥林匹克建筑学金牌。
建筑学领域存在两个类别。1912年到1948年颁发了一般建筑学类别的奖牌；1928 年增加了城市规划类别。这二者之间的分界线并不总是很清楚，并且有些设计被同时授予给两类的奖牌。
参赛项目词条被允许在入围奥林匹克之前发表。一个著名的例子是1928建筑学金牌被授予给Jan Wils设计的奥林匹克体育馆。但此馆实际上被使用为同年的奥林匹克体育馆。

### 文学
文学领域在多年中变化许多。直到1924年和在1932年，仅有唯一的一个文学类别。在1928年，文学领域引进了为戏剧、史诗和抒情歌文学。这些类别于1948年存在，但戏剧类在1936年被取消。参赛作品长度被限制在20,000个词以内，并且可用任一种语言, 但必须有英语或者法语翻译或概要（变化来规则不断变化）。

### 音乐
唯一的一次音乐比赛直到1936年才举行，分三个类别：一为管弦乐，一为器乐，一为独奏和合唱音乐。1948年，这些类别被修改了一点点成为：合唱/乐队、器乐/室内乐和声乐。评委们经常在评审这些写在纸上的音乐时遇到麻烦 。也许因为评审问题，陪审员频繁地决定只授予很少的几个奖。有两次,评委未评出任何奖项（1924年音乐类和1936 年器乐类）。1936年标记了唯一的一次得胜音乐作品得以在观众面前演奏。約瑟夫·蘇克是唯一的参加竞争的知名音乐家，于1932年赢取一枚银牌。

### 繪畫
AJean Jacoby 是唯一赢取二枚金牌的艺术家。他以以上题为橄榄球的绘图赢取了他的第二枚金牌。和其它艺术形式一样，直到1928 年奥林匹克比赛才开办了第一个绘画类，被分成成三类：图画、形象艺术和绘画。此后的每个奥林匹克运动会绘画类都有新的改变。1932 年的三个类别是: 油画、印刷品、和水彩画和线描。四年后，印刷品类由形象艺术和商业形象艺术代替了。在最后一次奥林匹克艺术竞赛，三个类别是应用艺术和工艺、板刻/蚀刻和油画/水彩画。

### 雕塑
雕塑组直到1928 年才有唯一的一个类别。

## 参赛者
虽然有几个奥林匹克艺术奖牌获得者达到了至少全国知名度，他们中只有很少的人可被称为全球性的知名的艺术家。实际上，1924年比赛评委们员远比参赛艺术家知名，如艺术家评委塞爾瑪·拉格洛夫和伊果·費奧多羅維奇·史特拉汶斯基。
由赢取的奖牌判断,卢森堡画家Jean Jacoby 是最成功的奥林匹克艺术家。他于1924年以油画tude de Sport、1928年以作品橄榄球赢取金牌。瑞士艺术家Alex Diggelmann赢取了三枚奖牌，1936年一金牌（以他的海报Arosa I 招贴），1948年在艺术和工艺类获一银一铜。丹麦作家Josef Petersen 三次赢取银牌：1924年，1932年，和1948年。
只有两个人曾同时赢取了奥林匹克体育和艺术奖牌。一位住在英国的美国人Walter Winans曾赢取1908年夏季奥运会射击金牌。1912年, 他赢取一枚射击银牌。那时, 他已以他的雕塑美国小跑步马获一枚金牌。另一在两个领域成功的奥林匹克人是匈牙利的Alfred Hajos。他在1896年雅典奥林匹克赢取了二枚游泳金牌。二十八年后，他以他与Dezso Lauber一起设计的体育馆被授予了一枚建筑学银牌。
有国际奥林匹克委员会的两位总统也是奥林匹克艺术竞争的参赛者。1912年皮埃爾·德·顧拜旦，以假名「Georges Hohrod 和马丁·Eschbach」进入抒情诗竞赛, 赢取金牌。艾弗里·布倫戴奇参加1912比赛，在1932年和1936年奥林匹克赛中递交了文学作品，1932年赢得提名奖。他从1952年到1971年担任IOC的主席。
不列颠的John Copley，1948年板刻和蚀刻比赛的银牌得主，73岁，做奥林匹克史上最老的奖牌得主。在艺术竞争之外最老的奥林匹克奖牌得主是瑞典射击者奥斯卡·斯万，在72岁高龄赢取他的最后一枚奖牌 。